# اسعاد (بلاد الروس)

تعديل مصدري - تعديل

اسعاد هي إحدى قرى عزلة ربع اولاد حسن بمديرية بلاد الروس التابعة لمحافظة صنعاء، بلغ تعداد سكانها 52 نسمة حسب تعداد اليمن لعام 2004.